# Anne Haigis

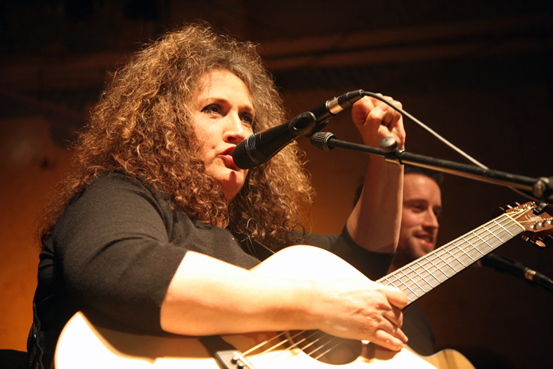
Anne Haigis (2010)

Anne Haigis (* 9. Dezember 1955 in Rottweil) ist eine deutsche Musikerin und Sängerin.

## Leben und Karriere
Haigis veröffentlichte Anfang der 1980er-Jahre einige jazzorientierte Alben mit englischen Texten bei dem Musiklabel Mood Records. Anschließend hatte sie ihre kommerziell erfolgreichste Phase mit deutschsprachigen Songs, mit denen sie unter anderem in mehreren Fernsehshows auftrat.
1986 sang sie unentgeltlich beim Anti-WAAhnsinns-Festival gegen die geplante Wiederaufarbeitungsanlage Wackersdorf.
In den 1990er-Jahren wandelte sie ihr Repertoire hin zu mehr englischsprachigen Liedern. Bei Auftritten in Los Angeles und Nashville stand sie an der Seite von Nils Lofgren und Melissa Etheridge auf der Bühne.
Anne Haigis steht bei Westpark Music unter Vertrag. Sie lebt in Bonn.

## Diskografie
- 1981: For Here Where the Life Is
- 1982: Truth (mit Wolfgang Schmid)
- 1982: Fingernails
- 1984: Anne Haigis
- 1985: Laß mich fallen wie Schnee
- 1987: Geheime Zeichen
- 1987: Highlights
- 1989: Indigo
- 1992: Cry Wolf
- 1997: Dancing in the Fire
- 2000: [mi:]
- 2001: …in deutsch (Best-of-Album)
- 2003: Homestory
- 2004: Das Beste in deutsch 2
- 2005: 8:00 pm – im duo live
- 2007: Good Day for the Blues
- 2011: Wanderlust
- 2015: 15 Companions
- 2021: Carry On